# One Night in Vermont
One Night in Vermont è un album live di Bob Brookmeyer e del pianista Ted Rosenthal, pubblicato nel 2003 dall'etichetta Planet Arts Records.
Il disco fu registrato ad un concerto tenuto al "Memorial Hall Center for the Arts" a Wilmington nel Vermont (Stati Uniti) il 28 agosto del 2001.

## Tracce
1. Night and Day – 10:38 (Cole Porter)
2. Embraceable You – 8:34 (George Gershwin, Ira Gershwin)
3. Yesterdays – 7:49 (Otto Harbach, Jerome Kern)
4. Darn That Dream – 9:35 (Eddie DeLange, James Van Heusen)
5. How Deep Is the Ocean? – 8:34 (Irving Berlin)
6. What's New – 8:06 (Johnny Burke, Bob Haggart)
7. All the Things You Are – 9:29 (Oscar Hammerstein II, Jerome Kern)

## Musicisti
- Bob Brookmeyer - trombone a pistoni
- Ted Rosenthal - pianoforte